# Lee Falk

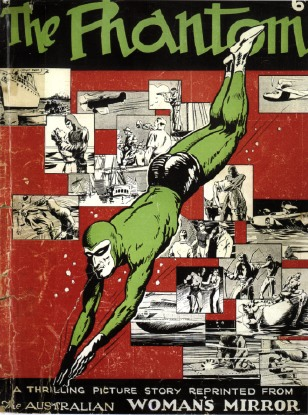
The Phantom, Australian Woman's Mirror

Lee Falk, pseudonimo di Leon Harrison Gross (Saint Louis, 28 aprile 1911 – New York, 13 marzo 1999), è stato un fumettista statunitense.

## Biografia
Conseguita la laurea, intraprende l'attività di pubblicitario, conoscendo per lavoro il disegnatore Phil Davis.
Nel 1930 si trasferisce a New York, con l'intenzione di diventare un autore di fumetti. Nel 1934, in collaborazione con Davis, crea il personaggio di Mandrake il mago, per il King Features Syndicate, e nel 1936, su disegni di Ray Moore, nasce Phantom, l'uomo mascherato.

## Riconoscimenti
- Premio Yellow Kid per il miglior autore straniero al Salone Internazionale dei Comics (1971)
- Premio Yellow Kid "una vita per il cartooning" al Salone Internazionale dei Comics (1984)